# Европейско-Азиатский Союз
Союз Советских Республик Европы и Азии (сокр. Европейско-Азиатский Союз, Советский союз) — проект союза республик в виде конфедерации, который мог прийти на смену СССР. Был предложен в 1989 году сопредседателем Межрегиональной депутатской группы Съезда Народных Депутатов СССР Андреем Сахаровым и разработан им при участии членов группы Галины Старовойтовой, Анатолия Собчака и других.
Проект конституции исходил из того, что субъектами нового Союза, обладающими исходным суверенитетом (в том числе имеющими право на выход из Союза), должны были стать около пятидесяти полностью равноправных одноранговых республик, в которые должны были быть преобразованы все союзные республики и автономии СССР (за исключением взявших курс на независимость трёх прибалтийских республик — Литвы, Эстонии, Латвии). Республикам–государствам предоставлялось право иметь свою армию (ст. 20), денежную систему (ст. 21), полную экономическую самостоятельность, одноканальную систему перечисления налогов (ст. 22), свои правоохранительные органы (ст. 23).
Проект в предложенном виде к реализации принят не был. На основе концепции референдума о сохранении и обновлении СССР уполномоченной центральными и республиканскими властями рабочей группой в рамках т. н. новоогарёвского процесса весной-летом 1991 был разработан другой проект по заключению нового союза — Союза Суверенных Государств (ССГ) как конфедерации из нескольких союзных республик и нескольких бывших автономных республик. Его подписание провалилось в результате действий ГКЧП 19 августа 1991 года.